# Cerkiew Zaśnięcia Matki Bożej w Moskwie (Gazietnyj pierieułok)
Cerkiew Zaśnięcia Matki Bożej – prawosławna cerkiew w Moskwie, w rejonie Twerskim, w dekanacie Iwerskiej Ikony Matki Bożej eparchii moskiewskiej miejskiej Rosyjskiego Kościoła Prawosławnego.

## Historia
Cerkiew jest trzecią budowlą sakralną na tym miejscu. Pierwsza drewniana świątynia została zbudowana przed 1531. Następnie na jej miejscu wzniesiono w 1647 cerkiew murowaną. Obecny obiekt sakralny – wzniesiony w latach 1857–1860 – ufundował kupiec S. Żywyj. Budynek reprezentuje styl eklektyczny, jedynie częściowo nawiązuje do tradycyjnego budownictwa sakralnego Rosji. Posiadał jedną kopułę i trzy ołtarze: główny oraz boczne Ścięcia Głowy Jana Chrzciciela oraz św. Sergiusza z Radoneża.
Świątynia pozostawała czynna do 1924. W okresie radzieckim jej budynek zajmowała międzymiastowa centralna telefoniczna. Obiekt przywrócono do użytku liturgicznego w 1996.